# Občina Gorje
Občina Gorje je jednou z 212 občin ve Slovinsku. Nachází se v Hornokraňském regionu na území historického Kraňska. Občinu tvoří 12 sídel (vesnic a osad), její rozloha je 116,2 km² a k 1. lednu 2017 zde žilo 2 816 obyvatel. Správním střediskem občiny je vesnice Zgornje Gorje.

## Geografie
Občina leží v Julských Alpách, nejvyšším vrcholem je Rjavina (2530 m n .m.). Sousedními občinami jsou: Jesenice na severovýchodě, Bled na jihovýchodě, Bohinj na jihu až jihozápadě a Kranjska gora na západě až severozápadě.

## Členění občiny
Občinu tvoří tato sídla: Grabče, Krnica, Mevkuž, Perniki, Podhom, Poljšica pri Gorjah, Radovna, Spodnje Gorje, Spodnje Laze, Višelnica, Zgornje Gorje, Zgornje Laze.